# Tour Down Under 2021
La 23e édition du Tour Down Under (officiellement nommé Santos Tour Down Under), une course cycliste par étapes, aurait du avoir lieu du 19 au 24 janvier 2021 en Australie. Elle est annulée en raison de la pandémie de Covid-19.

## Historique
Le 28 juillet 2020, l'Union cycliste internationale annonce les courses programmées et les calendriers pour les UCI World Tour et de l'UCI Women’s WorldTour 2021. Le Tour Down Under est alors annoncé au programme, du 19 au 24 janvier 2021. Le 1er novembre 2020, l'organisateur annonce l'annulation de l'épreuve,. Pour cela, il évoque le délai de 14 jours de quarantaine que les équipes venant d'autres pays sont obligés de respecter, délai trop long pour des équipes professionnelles.
L'ancien coureur professionnel Stuart O’Grady aurait dû diriger cette épreuve pour la première fois lors de cette édition.